# Paraxiális közelítés
A paraxiális közelítés a geometriai optikában az az elv, mely szerint az összes fellépő szög elegendően kicsiny ahhoz, hogy a szög szinuszát és tangensét magával a szöggel, koszinuszát pedig 1-gyel helyettesítsük.

## Példa
Ha veszünk például egy háromszöget, melynek {\displaystyle \phi }-vel jelölt szöge 5°, akkor a fentiek alapján az alábbi összefüggésekből kiderül, hogy a hibaszázalék mindössze 0,12%, ami többnyire bőven belül marad a megengedhető határon.
{\displaystyle 5^{\circ }\approx 0,087266rad\qquad \sin \left(5^{\circ }\right)=0,087266\qquad {\frac {\phi -\sin \phi }{\phi }}=0,12\%}